# Polonizm
Polonizm – element językowy zapożyczony z języka polskiego, funkcjonujący w innym języku. Dużą liczbę polonizmów zaczerpnęły języki niemiecki i rosyjski. W języku słowackim regionalizmy często mają charakter regionalny lub dialektalny.

## Przykłady polonizmów

### W języku angielskim
- Czech – od polskiego zapisu słowa Czech[3]
- horde – od polskiego słowa horda, które pochodzi od tureckiego ordu[4]

### W języku niemieckim
- Dalli! (częściej używany podwójnie Dalli, dalli!) – od polskiego dalej, oznacza pospiesz się
- Grenze; norw. grense; szwed. gränsen; duń. grænsen; nider. i afr. grens – od polskiej granicy
- Gurke – od polskiego ogórka
- Kumt – od polskiego chomąta
- Peitzker – od polskiego piskorza
- Quark – od polskiego twarogu
- Säbel – za pośrednictwem polskiej szabli (wyraz do języka polskiego wcześniej zapożyczony z węgierskiego szablya)
- Zeisig – od polskiego czyżyka
- Konik – od polskiego konik polski
- Stieglitz – od polskiego szczygieł

### W innych językach
- ros. быдло – od polskiego bydło
- ros. вензель – od polskiego węzeł
- ros. Венгрия – od polskiego Węgry (oddanie polskiej nosówki przez 'en')
- ukr. хлопець – od polskiego chłopiec
- w języku czeskim: około 850 nowych wyrazów wprowadzonych w XIX wieku przez Josefa Jungmanna, zaczerpniętych z języka polskiego
- w wielu językach ogonek
- w wielu językach rendzina – od polskiego rędzina (nazwa gleby)
- w wielu językach mazurka – od polskiego mazurek (taniec wiejski i taniec stylizowany)
- lunfardo (hiszp. dialekt Buenos Aires) papirusa, papirosa, papusa – piękna, atrakcyjna kobieta[5][6]
- esp. ŝelko – od polskiego szelki
- esp. ĉu – od polskiego czy